# Parinari congolana
Parinari congolana är en tvåhjärtbladig växtart som beskrevs av Théophile Alexis Durand och Hélène Durand. Parinari congolana ingår i släktet Parinari och familjen Chrysobalanaceae. Inga underarter finns listade i Catalogue of Life.